# Großungarn

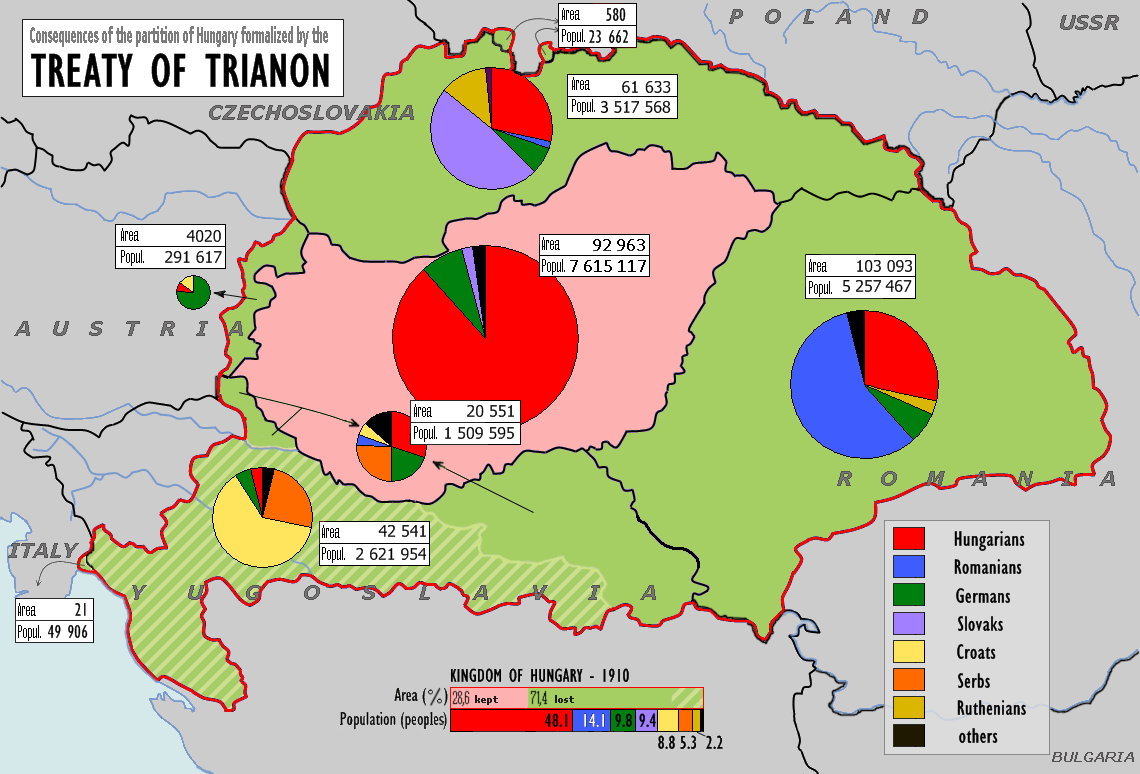
Ungarn und die im Vertrag von Trianon 1920 verlorenen Gebiete mit Anteil ethnischer Ungarn gemäß der ungarischen Volkszählung von 1910

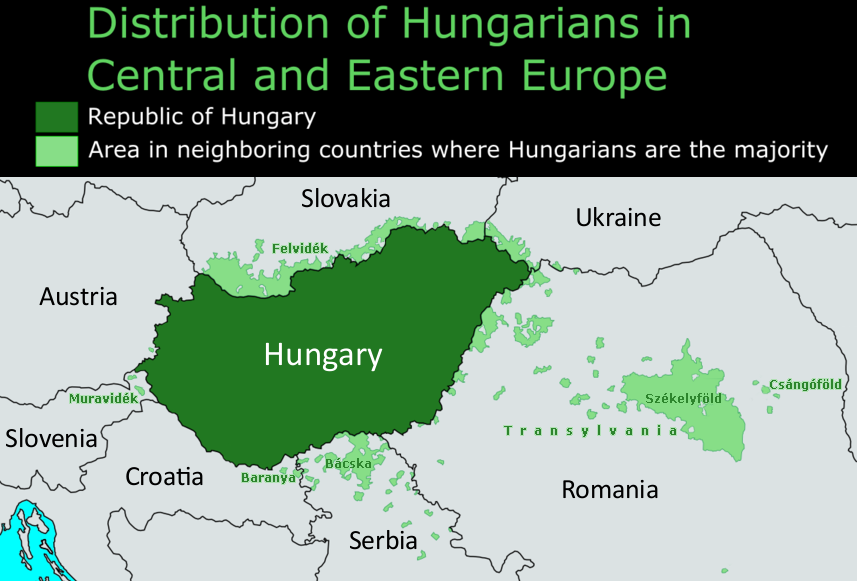
Gebiete mit magyarischer Bevölkerungsmehrheit außerhalb Ungarns

Großungarn (ungarisch: Nagy-Magyarország) bezeichnet eine Definition von „Ungarn“ über die heute geltenden Staatsgrenzen nach dem Vertrag von Trianon von 1920 hinaus. Damit ist das Gebiet des Reichs der vereinigten Länder der Stephanskrone, also das Königreich Ungarn mit seinen Nebenländern (Slowakei, Karpatenukraine, Banat, Vojvodina, Burgenland, Siebenbürgen und kleine Grenzgebiete im heutigen Polen, seltener auch die ehemals autonomen Länder Kroatien-Slawonien und Fiume) gemeint oder ein „Ungarn“, das zumindest alle Siedlungsgebiete der Magyaren (ethnische Ungarn) umfasst.
Heute wird Großungarn als kollektive Erinnerung nostalgisch gepflegt oder von Nationalisten als irredentistische Vision angestrebt, wobei Letzteres die Beziehungen zwischen Ungarn und seinen Nachbarländern immer wieder belastet.
Die ungarische Regierung löste im Januar 2011 diplomatische Irritationen aus, als sie zu Antritt der EU-Ratspräsidentschaft einen Teppich in einem EU-Gebäude verlegte, der das Königreich Ungarn in seinen Grenzen von 1848 zeigt. Dies wurde von Seiten einiger EU-Diplomaten als nationalistische Nostalgie kritisiert, da es sich um Gebiete handelt, in denen zwar großzahlige ungarische Minderheiten siedelten und welche dem historischen Großungarn zugehörig waren, inzwischen jedoch zu anderen EU-Staaten (z. B. Rumänien und die Slowakei) gehören.

## Nachweise
1. ↑  Vgl. auch Árpád von Klimó:
Trianon und „1956“ – Öffentliche Erinnerung in Ungarn. In: OWEP 8, 2, 2007 (Archivlink (Memento vom 18. Juni 2007 im Internet Archive))
2. ↑   BBC News: Hungary in EU presidency 'history' carpet row, abgerufen am 15. Januar 2011.